# Golf van Suez
De Golf van Suez (Arabisch: خليج السويس; Khalyj as-Suways) is de westelijke uitloper van het noorden van de Rode Zee. De oostelijke uitloper is de Golf van Akaba. De Golf van Suez is met 40 miljoen jaar een relatief jonge riftzone en strekt zich ongeveer 280 kilometer uit van de Rode Zee tot Suez, bij de toegang tot het Suezkanaal. De breedte varieert van 17 tot 40 km. De grens tussen Afrika en Azië loopt midden over de Golf van Suez.

## Economie
Aan de randen van de Golf van Suez liggen grote Egyptische aardolievelden. Een van de oudste nog actieve velden is het Gemsa veld voor de kust in het zuidwesten. Het werd al in 1869 ontdekt en sinds 1910 vindt hier oliewinning plaats. Ook wordt hier aardgas gewonnen.

## Exodus
Volgens het Bijbelboek Exodus begon de uittocht van Israël met de overtocht van de drooggevallen zee. In vertalingen is vaak sprake van de Schelfzee (zie aldaar) of de Rode Zee, waarschijnlijk wordt de Golf van Suez bedoeld.